# Доктор Стрэндж (фильм, 1978)
«Доктор Стрэндж» (англ. Dr. Strange) — телевизионный фильм 1978 года, основанный на Докторе Стрэндже, персонаже Marvel Comics, созданным Стивом Дитко и Стэном Ли. Режиссёром фильма выступил Филип Дегер, который снял его специально для телевидения. Стэн Ли выступил в качестве консультанта. Фильм вышел в эфир 6 сентября 1978 года в двухчасовом блоке с 8 до 10 вечера на CBS, подобно телесериалам «Удивительный Человек-паук» и «Невероятный Халк», однако так и не получил продолжения в виде сериала.

## Сюжет
Где-то злая сущность говорит Моргане ле Фэй, что ей не удалось победить великого волшебника, и что у неё есть три дня, чтобы победить или убить волшебника и одержать победу над его преемником.
Ле Фэй овладевает молодой женщиной по имени Клеа Лейк и использует её как оружие против Томаса Линдмера, «Верховного Волшебника». Она сталкивает его с моста, но он медленно встает и волшебным образом лечит себя. Его друг Вонг присматривает за ним и находит Лейк. Страдая от психических последствий одержимости и преследующих снов о Ле Фэй, Лейк находится под опекой психиатра доктора Стивена Стрэнджа в психиатрической больнице. Стрэндж имеет потенциал стать преемником Линдмера благодаря способностям и предметам, унаследованным от его отца, включая перстень с печаткой. Стрэндж интуитивно ощущает что-то очень неправильное, разделяя кошмар Лейк о событиях предыдущего дня, но не понимает, что происходит.
Линдмер связывается со Стрэнджем в больнице и говорит ему, что Лейк нуждается в большей помощи, чем та, что может предложить медицина. Стрэндж берет карту Линдмера и заинтригован тем фактом, что на карте Линдмера есть тот же символ, что и на его кольце. Тем временем Ле Фэй овладевает кошкой и пытается заставить её войти в дом Линдмера, но магические барьеры отталкивают её.
В больнице глава отделения Стрэнджа успокаивает Лейк против его указаний, и она, похоже, впадает в кому, из-за которой Стрэндж не может её оживить; Стрэндж отправляется навестить Линдмера. Ле Фэй видит возможность убить Стренджа, но колеблется, и он выживает.
Линдмер говорит Стрэнджу, что его невежество является формой защиты, и спрашивает его, хочет ли он знать правду или оставаться в неведении. Стрэндж хочет узнать правду, и Линдмер говорит, что он знает о том, как умерли родители Стрэнджа, когда ему было восемнадцать. Он говорит, что Стрэндж - особенный, и что его родители умерли, защищая его. Он говорит, что существуют разные миры, и что Лейк в них в ловушке, и только Стрэндж может спасти её. Стрэндж отправляется в астральный мир и противостоит демону Бальзароту, которого послала Ле Фэй, чтобы не дать Стрэнджу спасти Лейк. Стрэндж и Лейк возвращается в физический мир.
Злая сущность спрашивает Ле Фэй, почему она пощадила Стрэнджа. Она признается в том, что её что-то привлекает, и демон угрожает заставить её страдать вечно. Она клянется, что не подведет. Стрэндж говорит с Лейк и соглашается поужинать с ней позже. Он идет к Линдмеру и отвергает реальность магии, несмотря на его недавний опыт. Когда он уходит, он пытается избавиться от кольца своего отца и находит, что не может. Не имея смысла, он впускает одержимого кота в дом. Кот превращается в Ле Фэй и побеждает Вонга, по-видимому убивая его. Затем она побеждает Линдмера, но не может убить его в этом мире, поэтому она вызывает Асмодея, чтобы доставить Линдмера в мир демонов.
Стрэндж посещает Лейк, но Ле Фэй прерывает, обещая ему, что не причинит вред Лейк, пока он идет с ней в мир демонов. Он соглашается. Оказавшись там, он, кажется, находится под её командованием. Она предлагает ему любовь, богатство, силу и знания. Она пытается соблазнить его и на грани успеха просит его снять кольцо. Он протестует, что только Линдмер может сделать это, но она возражает, что он может сделать это, если попытается. Он отказывается, бросая ей вызов. Она нападает на него, но он побеждает её, спасает Линдмера и возвращает их обоих в земной мир, где также возрождает Вонга. Злая сущность превращает Ле Фэй в старую ведьму.
Линдмер объясняет, что Стрэндж должен решить, оставаться ли ему смертным или стать Верховным Волшебником, отказавшись от невежества, потомства и легкой смерти, но обещает, что он, по крайней мере, сможет любить. Стрэндж решает защищать человечество, и сила Линдмера передается ему. Линдмер теряет сознание. Затем Вонг предупреждает его, что, хотя у него теперь есть способности Линдмера, у него ещё нет знаний или мудрости, чтобы правильно их использовать, и что, если он не будет очень осторожен, он может навредить себе или другим. Затем Стрэндж несёт Линдмера на руках и укладывает его в постель, чтобы тот пришёл в себя.
Стрэндж приходит в больницу, где выписано много пациентов. Он уходит с Лейк, которая, кажется, не помнит о том, что произошло. Ле Фэй показывают по телевидению, молодой снова, изображая из себя гуру самопомощи. Лейк не узнает её. Стрэндж соглашается встретиться с Лейк позже, и фильм заканчивается тем, что он разыгрывает шутку с уличным волшебником, превращая цветы, которые собирался изготовить маг, используя ловкость рук, в голубя.

## В ролях
| Актёр             | Роль                            |
| ----------------- | ------------------------------- |
| Питер Хутен       | Стефан Стрэндж / Доктор Стрэндж |
| Клайд Кусатсу     | Вонг                            |
| Джессика Уолтер   | Моргана ле Фэй                  |
| Анна-Мария Мартин | Клеа Лейк                       |
| Филипп Стерлинг   | доктор Фрэнк Тейлор             |
| Джон Миллс        | Томас Линдмер                   |

## Издания
Фильм был дважды выпущен на VHS в США, в 1987 и 1995 годах, также было несколько заграничных релизов. Версия на DVD вышла в июне 2014 года.